# Liga de Rugby de Chile
La Liga de Rugby de Chile, también conocida por su acrónimo LRC, fue una asociación de clubes de Chile con sede en la ciudad de Viña del Mar. Estuvo afiliada a la Federación de Rugby de Chile. 

## Historia
Fue fundada en 2010 luego de que los principales clubes de provincia decidieron retirarse de la Asociación de Rugby Santiago, descontentos con la decisión de reducir sus cupos para el Torneo Clasificatorio 2010. A partir de 2011, la Liga de Rugby de Chile agrupa a un total de seis clubes. Su última temporada fue en 2015.

## Clubes afiliados
| Nombre              | Ciudad       | Fundación           | Cancha              |  |
| ------------------- | ------------ | ------------------- | ------------------- |  |
| Old Mackayans       | Viña del Mar | 28 de abril de 1956 | Reñaca              |  |
| Sporting Rugby Club | Viña del Mar | 1963                | Sporting Rugby Club |  |
| Viña Rugby Club     | Viña del Mar | 18 de abril de 1996 | Mantagua            |  |
| Los Troncos         | Concepción   | junio de 1978       | Tineo Park          |  |
| Old John's          | Concepción   | 14 de abril de 1991 | El Venado           |  |

## Campeones
| Temporada | Campeón       | Resultado | Subcampeón    |
| 2010      | Los Troncos   | 24:8      | Old Mackayans |
| 2011      | Viña Rugby    | 13:12     | Old John's    |
| 2012      | Old Mackayans | 20:18     | Los Troncos   |
| 2013      | Old John's    | *         | Los Troncos   |
| 2014      | Los Troncos   | *         | Old John's    |
| 2015      | Old Mackayans | *         | Viña          |

(*) Se jugó todos contra todos